# Typhlotanais proctagon
Typhlotanais proctagon är en kräftdjursart som beskrevs av Tattersall 1904. Typhlotanais proctagon ingår i släktet Typhlotanais och familjen Nototanaidae. Inga underarter finns listade i Catalogue of Life.